# قصر العان
قصر العان، أو قصر سعدان قديماً، هو قصر أثري يقع على جبل العان. بني عام 1100 هـ من الطين على أساسات من الحجر بطراز معماري تتميز به منطقة نجران الواقعة جنوب المملكة العربية السعودية. سمي بهذا الاسم نسبة إلى القرية التي يقع بها.

## موقع القصر
يحيط بالقصر سور طيني ارتفاعه سبعة أمتار، ويقع غرب مدينة نجران ويطل عليها، ويطل على وادي نجران من الجهة الشمالية، ويتكون من أربعة أدوار، وما زال مأهول بالسكان. يحيط بالقصر سور له أربعة أبراج وبوابه رئيسية، وهو مبني من الطين بنظام المداميك (العروق).

## البناء والتصميم
بني قصر العان في عام 1100 هـ، من الطين بنظام العروق وجذوع النخيل، وأشجار الأثل والسدر، يتكون القصر من أربعة طوابق على الطراز النجراني، حيث يشتمل الدور الواحد على عدد من الغرف وأربعة أبراج وبوابة رئيسية. يصل ارتفاع سور قصر العان إلى حوالي سبعة أمتار تقريباً. كما يضم القصر أبراجًا للمراقبة، وبوابة رئيسية وعدداً من الغرف. ويطل على وادي نجران الشهير من الجهة الشمالية. ويقابله جنوبًا قلعة رعوم التاريخية وجبل أبو همدان، وعدد من القرى ومزارع النخيل.
لقصر العان قبو ذو مدخل مدرج من الجهة الغربية نزولًا إلى وسط القبو ذي المساحة الكبيرة والشكل المنظم ومدخل آخر له بوابة كبيرة بجانب السور الخارجي.

## تسمية القصر
سمي قصر العان باسمه نسبةً للقرية التي يقع فيها.

## التحسينات والتطويرات
من بعد بناء القصر، مر بعدة مراحل للتحسين والتطوير من قبل مُلاكه على مر العصور. ففي عهد الشيخ علي بن حسين المكرمي كانت المرحلة الأولى، وشملت إصلاح القصر وترميمه، وفي عام 1408هـ في عهد الشيخ حسين بن الحسن المكرمي شملت المرحلة الثانية من الترميم إعادة بناء القصر بعدما تهدمت أجزاء منه بالإضافة إلى ترميم سوره. وكذلك في عهد الشيخ حسين بن إسماعيل المكرمي والشيخ عبد الله بن محمد المكرمي، قد تمت إعادة ترميمه في مرحلته الثالثة بعد عام 1423هـ. وفي عام 1440هـ تم تجديده وترميمه وترميم المرافق الملحقة به وبناء ضيافة خاصة مع ملاحقها.

## وصلات خارجية
- تقرير قصر «العان» في نجران... أحد أقدم وأشهر القصور التراثية في السعودية على إم بي سي على اليوتيوب.